# Ephelis flavomarginalis
Ephelis flavomarginalis is een vlinder uit de familie van de grasmotten (Crambidae), uit de onderfamilie van de Odontiinae. De wetenschappelijke naam van deze soort is voor het eerst voorgesteld als Heliothela flavomarginalis door Hans Georg Amsel in een publicatie uit 1951.
De soort komt voor in Iran.